# The Plucky Duck Show
The Plucky Duck Show es una serie de televisión animada estadounidense producida por Warner Bros. Animation y Amblin Entertainment. Es un spin-off de corta duración de Tiny Toon Adventures que concentra la atención principalmente en Pato Plucky en sí mismo. El programa duró 13 episodios desde el 19 de septiembre hasta el 12 de diciembre de 1992.

## Historia
De los 13 episodios producidos, solo "El regreso de Batduck" fue original de la serie. Todos los episodios restantes fueron compilaciones de cortos producidos por Tiny Toons, aunque algunos se emitieron primero en The Plucky Duck Show.
El tema musical es una interpretación del tema Tiny Toons, ambientado con la misma música, pero con el propio Plucky como tema de la canción. Algunas de las letras fueron reutilizadas en el episodio de Tiny Toons "It's a Wonderful Tiny Toons Christmas Special".
Después de que el programa fuera cancelado, "Batduck" fue editado y agregado como un episodio de Tiny Toons. La fórmula del programa se volvió a intentar varios años más tarde, cuando los personajes secundarios de Animaniacs (Steven Spielberg, la próxima colaboración de Warner Bros. Animation), Pinky y Cerebro también recibieron su propio programa. Sin embargo, a diferencia de The Plucky Duck Show, Pinky y Cerebro se componía totalmente de material original en lugar de reutilizar cortos preexistentes del programa del que se derivó.
El segmento "Yakety Yak" estuvo disponible comercialmente en el raro álbum en casete Tiny Toons Sing!.